# Beerappanahalli, Sidlaghatta
Beerappanahalli là một làng thuộc tehsil Sidlaghatta, huyện Kolar, bang Karnataka, Ấn Độ.